# 鄭傑 (成化進士)
鄭傑（1444年—?），山西平陽府洪洞縣人，民籍，明朝政治人物。進士出身。

## 生平
早年出身國子生，山西鄉試第二名。成化十四年（1478年）戊戌科會試第六十七名，殿試登進士第三甲第六十四名。歷官登州府知府，弘治十七年（1504年）十二月考察去職。

## 家族
曾祖父鄭絅。祖父鄭剛。父亲鄭鑑。母許氏。重庆下。弟佐、佑、倬。娶鄧氏，繼娶傅氏。